# Chorizandra multiarticulata
Chorizandra multiarticulata är en halvgräsart som beskrevs av Christian Gottfried Daniel Nees von Esenbeck. Chorizandra multiarticulata ingår i släktet Chorizandra och familjen halvgräs. Inga underarter finns listade i Catalogue of Life.